# Joseph Habersham

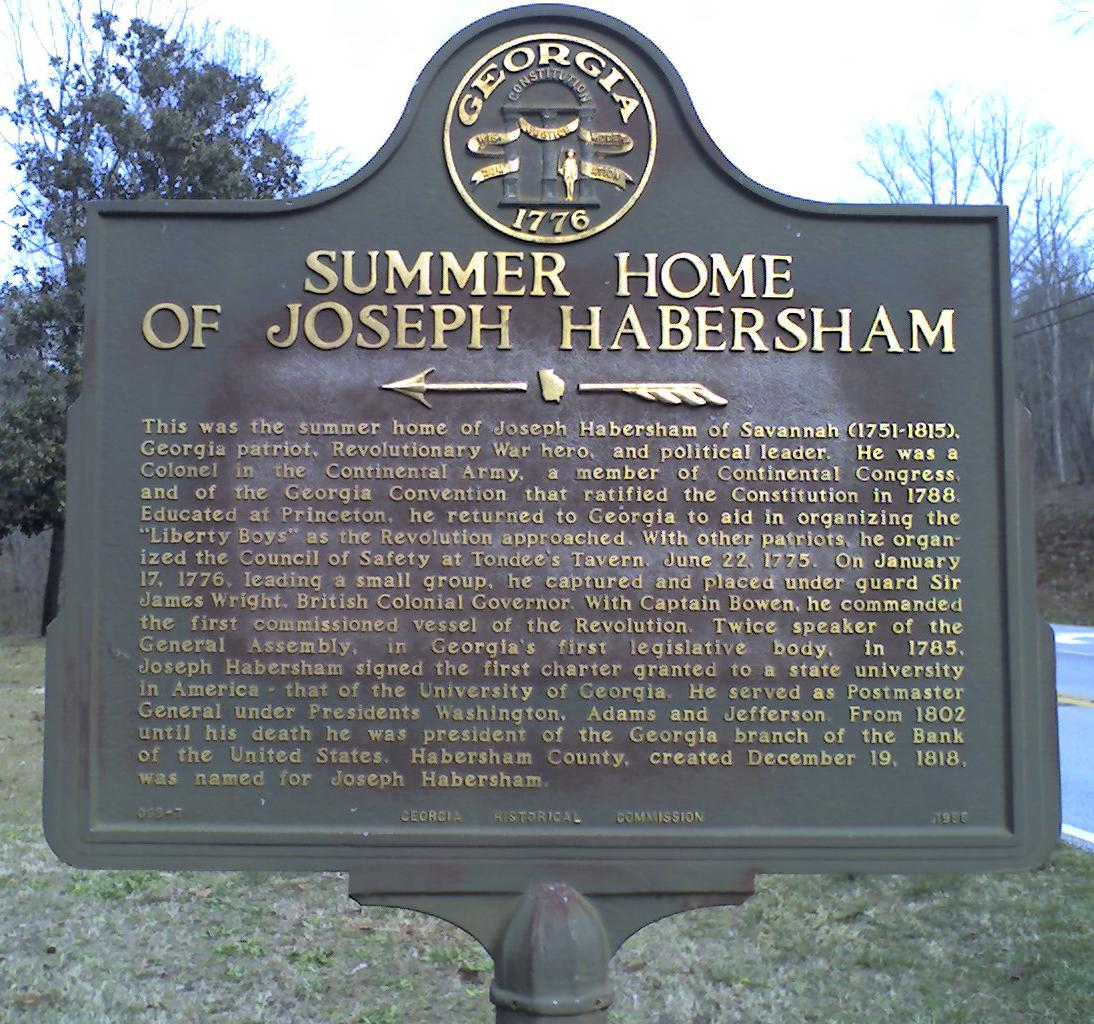
Historische marker bij het zomerhuis van Joseph Habersham, Clarkesville, Georgia

Joseph Habersham (28 juli 1751 – 17 november 1815) was een Amerikaanse zakenman, politicus uit Georgië, soldaat in het continentale leger en postmeester-generaal van de Verenigde Staten.

## Vroege jaren
Geboren in Savannah, Georgia, als zoon van James Habersham en Mary Bolton, bezocht hij vele scholen en het Princeton College en werd een succesvol koopman en planter. Hij was getrouwd met Isabella Rae, de schoonzus van kolonel Samuel Elbert. Ze kregen een zoon, Robert Habersham.

## Amerikaanse revolutie
Hij was een lid van de raad van veiligheid en de Georgia Provinciale Raad in 1775 en een majoor van een bataljon van Georgische militieleden en vervolgens een kolonel in het 1st Georgia Regiment van het Continentale Leger. Hij moest ontslag nemen uit het leger nadat hij als de rechterhand van Lachlan McIntosh had gediend in het controversiële duel waarbij Button Gwinnett omkwam.

## Politieke carrière
Hij en zijn broers, James Jr. en John, waren actief in de politiek van Georgia. Sommige oudere verwijzingen stellen dat Joseph een afgevaardigde was van het Confederatiecongres in 1785, maar dit kan voortkomen uit verwarring met zijn broer John, die op dat moment een afgevaardigde was. Joseph was voorzitter van het Georgia House in 1782 en opnieuw in 1785 en was lid van de Georgia Convention in 1788 die de Amerikaanse grondwet ratificeerde.
Hij diende als burgemeester van Savannah van 1792 tot 1793 en werd vervolgens in 1795 door president George Washington benoemd tot postmeester-generaal en diende tot het begin van de regering van Thomas Jefferson in 1801. Toen Habersham in 1799 het kantoor van eerste assistent-postmeester-generaal oprichtte, werd Abraham Bradley, Jr. op het kantoor benoemd. In 1802 noemde Bradley een van zijn zonen, Joseph Habersham Bradley (later een opmerkelijke advocaat in Washington, DC), naar zijn voormalige superieur.

## Dood en erfenis
Habersham stierf in 1815. Hij is begraven in Savannah's Colonial Park Cemetery. Habersham County in het noordoosten van Georgia, vanaf de oprichting in 1818, is naar hem vernoemd.
Joseph Habersham was ook een Savannah-vrijmetselaar. Hij is geregistreerd als een vrijmetselaarslid van Solomon's Lodge No. 1, F. & AM in Savannah, Georgia. Solomon's Lodge No. 1, F. & AM in Savannah werd op 21 februari 1734 gesticht door de beroemde staatsman, filantroop en vrijmetselaar James Edward Oglethorpe. Joseph Habersham's vader James Habersham, zijn beide broers, en zijn bekende afstammeling, de Savannah Painter, Richard West Habersham (de intieme vriend van Samuel FB Morse uitvinder van de telegraaf) waren allemaal vrijmetselaars en leden van Solomon's Lodge.
Het Joseph Habersham-hoofdstuk van de National Society Daughters of the American Revolution, gevestigd in Atlanta, is genoemd ter ere van Habersham, net als hun hoofdkantoor, Habersham Memorial Hall.